# The Mask of Orpheus
The Mask of Orpheus est un opéra en trois actes de Harrison Birtwistle sur un livret de Peter Zinovieff, créé en 1986. L'opéra dure plus de trois heures.

## Histoire
Le compositeur travaille à cet opéra depuis 1973. Il est achevé en 1986. Il s'agit d'une commande de l'English National Opera et de l'IRCAM.
L'opéra est créé le 21 mai 1986 à l'English National Opera, dans une mise en scène de David Freeman, avec Philip Langridge, sous la direction d'Elgar Howarth.

## Synopsis
Chacun des personnages principaux est représenté par deux chanteurs et un danseur muet (mime). 
Le mythe d'Orphée est revisité à travers une intrigue complexe, faite de retours en arrière, de répétitions, d'actions parallèles, et fortement ritualisée.

## Distribution
- Orpheus - The Man, ténor
- Orpheus - Hero, mime
- Orpheus - The Myth, Hades, ténor 2
- Euridice - The Woman, mezzo-soprano lyrique 1
- Euridice - The Heroine, mime
- Euridice - The Myth, Persephone, mezzo-soprano lyrique 2
- Aristaeus - The Man, bariton aigu 1
- Aristaeus - The Hero, mime
- Aristaeus - The Myth / Charon, bariton aigu 2
- The Oracle of the dead / Hecate, sopran aiguë
- The Caller, baryton-basse
- 1. Priest, ténor héroïque
- 2. Priest, baryton
- 3. Priest, basse profonde
- 1. Woman, soprano
- 2. Woman, mezzo-soprano
- 3. Woman, contralto
- The troupe of the passing clouds, mimes
- Apollo, bande magnétique

## Distinctions et récompenses
- Grawemeyer Award for Music Composition en 1987[3]